# Dan Zethraeus
Dan Fredrik Zethraeus, född 15 februari 1964, är en svensk filmregissör, musiker och uppfinnare.

## Biografi
Zethraeus är uppväxt i Lomma och flyttade till Lund under gymnasieåren. 1986 bildade han popbandet Self Made Man tillsammans med Lundamusikerna Henrik Lörstad, Peter Polfeldt, Gunnar Wrede och senare tillkom trummisen och konstnären Clay Ketter. Self Made man spelade bland annat flera kvällar på klubben CBGSs i New York 1988. En LP, Lust Garden, släpptes 1990 på HeartWork records.
Zethraeus arbetade även som ljudtekniker både live och i Jonas Hellborg Studio i Lund fram till 1994. Han regisserade flera musikvideos och kortfilmer. Han vann pris för videon "I wanna love you" med Sinners och kortfilmen AAAAAHH blev vald till publikfavorit på bio 16. 1993 blev han inslagsregissör på SVT Malmö där han arbetade i olika perioder fram till 2014. Han initierade bland annat produktioner som Mysteriet på Greveholm, Robins, Mia och Klara, I Anneli och Leif Uppfinner AB. Under IT åren 1999-2002 gjorde han flera dataspel på IT bolaget Framfab.
2014 startade Zethraeus bolaget Elonroad. Bolaget har idag tio anställda och utvecklar en elväg som kan ladda elfordon medan de kör och vid stillastående. 2020 lämnade han VD-rollen till Karin Ebbinghaus som nu driver bolaget i Lund. Han är från 2020 innovationschef på Elonroad.

## Regi
- 1991 - Aaaahh, en sex minuter lång film med skådespelarna Lotten Darlin och Peter Fridh.
- 1996 - Mysteriet på Greveholm, En populär julkalender från SVT.
- 1998 - Dolly & Dolly
- 1999 - Lukas 8:18
- 2007 - Mia och Klara, Komedi av och med Mia Skäringer och Klara Zimmergren. Serien har vunnit pris för bästa humorserien två gånger på Kristallen.
- 2009 - Mia och Klara 2
- 2010 - I Anneli, Komedi av och med Sissela Benn
- 2012 - Mysteriet på Greveholm – Grevens återkomst

### Webbkällor
- ”Sverige och Lund värd för internationell elvägskonferens 2020”. Evolution Road. 5 december 2019. https://www.evolutionroad.se/nyheter/sverige-och-lund-vard-for-internationell-elvagskonferens-2020/.